# Buddhismus in Estland
Der Buddhismus in Estland hat eine relativ junge Tradition und Geschichte. Die seit 1721 gemeinsame Zugehörigkeit des lutherischen bzw. katholischen Baltikums und buddhistischer Gebiete Russlands (Burjatien, Kalmückien, Teile des Kaukasus) zum Zarenreich blieb für den interkulturellen Austausch zunächst folgenlos.
Erst zu Anfang des 20. Jahrhunderts rief der Este Karl Tõnisson (1873–1962) eine eigene Tradition des Buddhismus in Estland und Livland ins Leben.

## Karl Tõnisson
1893 fuhr der Este Karl Tõnisson erstmals nach Burjatien und kam direkt mit dem Buddhismus in Kontakt. Tõnisson erhielt eine buddhistische „Ausbildung“ im Kloster Agaa in Burjatien. Er war der erste Este, der nach Lhasa reiste. Nach seiner Rückkehr aus dem Himalaya war er am 1915 fertiggestellten buddhistischen Tempel in Sankt Petersburg aktiv. Der XIII. Dalai Lama ernannte ihn (angeblich) 1923 als „Bruder Vahindra“ zum buddhistischen Erzbischof für Lettland und Sangharaja (Oberhaupt) der Buddhisten in Estland, Lettland und Litauen.
Bruder Vahindra wurde zu einer berühmten und schillernden Person im Baltikum der Zwischenkriegszeit. 1931 wanderte er endgültig nach Südostasien aus und starb 1962 als Heiliger in Birma. Nach seinem Tod in Rangun wurde er zum Bodhisattva ernannt. Vahindras Schüler, der Deutschbalte Friedrich Voldemar Lustig (1912–1989), setzte unter seinem buddhistischen Namen „Ashin Ananda“ die Arbeit fort.

## Roman von Ungern-Sternberg
Auch der deutschbaltische Baron Roman von Ungern-Sternberg (1886–1921, einer der „blutigen Barone“ der Geschichte) propagierte in Estland buddhistische Ideen – Gewaltlosigkeit gehörte nicht dazu. Er kämpfte während des Russischen Bürgerkriegs auf Seiten der Weißen und später in der Mongolei, in der er sich 1921 als Monarch ausrufen ließ, und am Baikalsee, bevor er im September 1921 von der Tscheka exekutiert wurde.

## Taola
In den 1970er Jahren nahm in Estland das Interesse am Buddhismus zu. Unter Duldung der sowjetischen Staatsmacht übte die „Buddhistische Bruderschaft Estlands“ (Eestimaa Budistlik Vennaskond oder Taola, auf Estnisch Ort des Dao) von 1982 bis 1988 ihre Tätigkeit aus. Sie fühlte sich der Nyingma-Tradition des tibetischen Buddhismus verpflichtet. Fernöstlich interessierte Esten, unter anderem der Künstler Jüri Arrak, übten unter der Führung von Vello Väärtnõu buddhistische Zeremonien gemeinsam aus, übersetzten buddhistische Literatur ins Estnische und errichteten vor allem im Westen Estlands kleine Stupas. Auch der Alternativmediziner Vigala Sass sowie der Künstler und Architekt Leonhard Lapin fühlten sich der Bewegung verbunden.
Die Gemeinschaft hatte engen Kontakte mit dem buddhistischen Kloster Iwolga in Burjatien, einem Zweig der tibetischen Gelug-Schule. 1988 wurde die Tätigkeit der Buddhistischen Bruderschaft Estlands allerdings von den sowjetischen Behörden zerschlagen, als sich die estnischen Buddhisten für eine nationale Unabhängigkeit Estlands von der Sowjetunion aussprachen.

## Buddhismus in Estland heute
Heute gibt es in Estland zwei größere buddhistische Zentren: die 1993 gegründete estnisch-buddhistische Gemeinde Centre of Drikung Kagyu Shri Ratna und die 1997 ins Leben gerufene Nyingma Estonian Congregation of the Tibetan Buddhism. Ihre Mitgliederzahl ist sehr klein und wird von Einzelpersonen getragen. Der estnische Komponist Sven Grünberg (* 1956) brachte seit Ende der 1970er Jahre fernöstlich-meditative Musik nach Estland und wirkt heute als Direktor des estnischen Buddhismus-Instituts.
In der weitgehend säkularisierten Gesellschaft bieten buddhistische Ideen für immer mehr Esten eine spirituelle Alternative. Die beiden offiziellen Besuche des Dalai Lama in Estland 1993 und 2001 auf Einladung der Universität Tartu fanden entsprechenden Zuspruch.